# Източен корпус
Източен корпус е българска военна част формирана по време на Сръбско-българската война (1885).

## Формиране
Източният корпус е формиран след Съединението на Княжество България с Източна Румелия. За командир на корпуса е назначен подполковник Данаил Николаев, началник-щаб капитан Радко Димитриев. 

## Състав
| формирование                 | численост | командир                        | състав                                                                         |
| ---------------------------- | --------- | ------------------------------- | ------------------------------------------------------------------------------ |
| Ямболски отряд               | 11 700    | подполковник Димитър Филов      | 11 пехотни дружини, 5 батареи, 3 ескадрона,                                    |
| Търново-Сейменски отряд      | 11 000    | подполковник Сава Муткуров      | 10 пехотни дружини, телеграфна рота, пионерна рота, 6 ескадрона и 2, 5 батареи |
| Бургаски отряд               | 500       | подполковник Константин Шиваров | 1 пехотна дружина, 1 ескадрон                                                  |
| Хасковски партизански отряд  | 3100      |                                 |                                                                                |
| Бойковски партизански отряд  | 1100      |                                 |                                                                                |
| Пещерски партизански отряд   | 2000      |                                 |                                                                                |
| Чепеларски партизански отряд |           |                                 |                                                                                |
| Стратегически резерв         |           |                                 |                                                                                |
| Общо:                        | 51 800    | подполковник Данаил Николаев    | 52 пехотни дружини, 13 ескадрона, 7, 5 батареи                                 |